# Kim Pan-gon
Kim Pan-gon (en coreano: 김판곤; Jinju, Gyeongsang del Sur, 1 de mayo de 1969) es un exfutbolista y entrenador surcoreano. Actualmente está sin club.

## Vida personal
Kim nació en una familia de campesinos en Jinju, un pequeño pueblo en la Provincia de Gyeongsang del Sur, Corea del Sur. Era el menor de cinco hermanos y su familia solía montar puestos para vender comida a 5 kilómetros de Jinju todos los viernes. A Kim le encantaba el fútbol, pero la escuela secundaria a la que asistió no tenía un equipo propio. Para jugar al fútbol en la escuela secundaria, se matriculó en la Escuela Secundaria Changshin en Masan, a una hora en automóvil de su ciudad natal, y en la Universidad de Honam, una famosa escuela de fútbol no tradicional actualmente también se dedica a la filantropía formando jóvenes entrenadores coreanos en su academia .

## Carrera como jugador
Kim atrajo la atención del entrenador de Ulsan Hyundai, Cha Bum-kun, durante sus años universitarios y comenzó su carrera profesional en Ulsan en 1992. Sin embargo, no mostró un desempeño memorable y además tuvo que someterse a siete cirugías debido a una lesión en la espinilla en su tercer año. Se transfirió a otro club de la K League, el Jeonbuk Hyundai, en 1997, pero finalmente no pudo superar las secuelas de su lesión y dejó de jugar en Corea del Sur desde ese año.
Kim se convirtió en entrenador de la escuela secundaria por un tiempo después de su retiro, pero se marchó a Hong Kong para volver a la cancha. Se unió a Instant-Dict (ahora Double Flower) en 2000 y comenzó a jugar en la Primera División de Hong Kong. Contribuyó a un título de la Copa FA de Hong Kong mientras jugaba para Instant-Dict. Se mudó a Hong Kong Rangers en 2002 y estuvo como jugador-entrenador durante dos años.

## Carrera como entrenador

### Busan IPark
Kim regresó a Corea del Sur en 2004 y obtuvo el Diploma de Entrenador de Fútbol Profesional de la AFC, la licencia de entrenador de más alto nivel de Asia. En ese momento, solo otros cinco surcoreanos tenían la misma calificación. En 2005, se convirtió en entrenador asistente del Busan IPark bajo el mando de Ian Porterfield.
Durante cuatro años en Busan, Kim ayudó a su equipo como entrenador interino cada vez que tenían situaciones urgentes. Obtuvo la primera victoria de Busan de la temporada 2006 en su segundo partido como entrenador el 8 de abril después de que su predecesor Porterfield no lograra una victoria en 21 partidos consecutivos y lograra cuatro victorias consecutivas en ese mes. Este cambio repentino fue llamado "La magia de Pan-gon" por los medios coreanos. Regresó como entrenador asistente cuando André Egli se convirtió en reemplazo de Porterfield en julio. Sin embargo, Egli anunció abruptamente su renuncia mientras asistía a un entrenamiento de campo en los Estados Unidos en junio de 2007, y Kim una vez más dirigió a Busan como interino por el resto de la temporada. Busan reclutó rápidamente a Park Sung-hwa como su nuevo entrenador en julio, pero se marcharía al equipo olímpico de Corea del Sur después de solo 17 días.

### South China y Hong Kong
Kim se convirtió en el entrenador del club South China de la Primera División de Hong Kong en noviembre de 2008. Bajo su mandato, el equipo ganó la Lunar New Year Cup de 2009 después de derrotar al equipo de estrellas de la liga y al Sparta Praga. Después de obtener el título de Liga en la temporada 2008-09, comenzó a dirigir las selecciones nacionales de Hong Kong al mismo tiempo. Kim y South China también ganaron 2-0 al Tottenham Hotspur en un amistoso de pretemporada y avanzaron a las semifinales de la Copa AFC 2009. Terminó su mejor año al llevar al equipo nacional sub-23 de Hong Kong a un título en los Juegos de Asia Oriental.
El 11 de diciembre de 2010, después de una derrota por 3-4 ante el Kitchee, Kim Pan-gon renunció al cargo como entrenador del South China, citando razones de salud que requerían que se recuperara en Corea del Sur.

### Gyeongnam FC
El 26 de noviembre de 2010, Kim fue transferido de entrenador a consultor de aptitud física del sur de China, y luego regresó a Corea del Sur para servir como consultor táctico para el Gyeongnam FC de la K League. Anteriormente, Gyeongnam lo invitó a ser su entrenador, pero Kim solo accedió a servir como consultor táctico y su familia continuaría en Hong Kong. Sin embargo, debido a la salud de su esposa, regresó a la región administrativa de China después de una temporada.

### Regreso a Hong Kong
Kim apareció repentinamente en Hong Kong el 5 de octubre de 2011, afirmando a los medios que su salud se había recuperado y que había solicitado a la Asociación de Fútbol de Hong Kong (HKFA) ser el nuevo entrenador de la selección nacional de Hong Kong. También confirmó que su contrato con el Gyeongnam FC aún tiene un año de vigencia, pero iba a ser liberado si era designado por la HKFA.
Kim fue nombrado entrenador de la Academia Nacional por la HKFA el 22 de diciembre de 2011. Fue totalmente responsable de la identificación, el desarrollo y el entrenamiento de todos los jugadores de 18 años o menores. Asumió el cargo de entrenador interino de la selección de Hong Kong en noviembre de 2012 tras la dimisión de Ernie Merrick. Posteriormente, la HKFA confirmó a Kim como entrenador permanente el 28 de mayo de 2013 y firmó un contrato de dos años y medio.
Según Kim, la mayoría de los jugadores de Hong Kong no tienen un entorno en el que puedan concentrarse cómodamente en el fútbol, donde la mayoría de los jugadores son semiprofesionales. Kim tomó esto en consideración y usó el poco tiempo de la manera más eficiente posible. La atención se centró en la fuerza física y la organización y los futbolistas locales trabajaron juntos a través del entrenamiento de fortalecimiento durante aproximadamente dos o tres días a la semana. Kim llevó al equipo sub-23 de Hong Kong a la fase eliminatoria de los Juegos Asiáticos de 2014 después de ganar 7 puntos en la fase de grupos, pero fueron eliminados por los eventuales campeones Corea del Sur en los octavos de final. En diciembre de 2015, HKFA anunció que renovará el contrato de Kim hasta junio de 2018. Durante las eliminatorias de la Copa Mundial de la FIFA 2018, los dos empates 0-0 de Hong Kong contra China no solo atrajeron a nuevos fanáticos para apoyar al equipo de Hong Kong, sino que también aumentaron la popularidad de Kim.
Sin embargo, Kim fue criticado gradualmente por no clasificarse para la Copa Asiática 2019 y por reclutar demasiados jugadores extranjeros. Durante el partido contra Corea del Norte, algunos fanáticos levantaron el eslogan "Kim Out" y le pidieron que renunciara debido a su mala actuación en la clasificación para la Copa Asiática. En diciembre de 2017, Kim renunció como entrenador de Hong Kong para convertirse en director técnico de la Asociación de Fútbol de Corea del Sur.

### Asociación de Fútbol de Corea del Sur
El 26 de diciembre de 2017, Kim fue nombrado vicepresidente y jefe del comité de refuerzo de la Asociación de Fútbol de Corea del Sur (KFA). Planeó un proyecto a largo plazo para cambiar el futuro del fútbol de Corea del Sur, como cuando dirigió a la selección nacional de Hong Kong. Puso énfasis en la ciencia del deporte e hizo que el equipo de ciencia del fútbol en la KFA abordara científicamente el tratamiento, la recuperación y el entrenamiento con pesas de los jugadores. Después de establecer la dirección del fútbol coreano hacia el "fútbol proactivo", contrató personalmente a Paulo Bento como entrenador de la selección nacional y reveló honestamente su proceso de contratación a la prensa.

### Malasia
El 21 de enero de 2022, la Asociación de Fútbol de Malasia (FAM) anunció que había contratado a Kim como nuevo entrenador de la selección nacional. Renunció como director técnico de la Asociación Coreana de Fútbol y tomó un vuelo a Malasia a mediados de febrero con cuatro miembros del cuerpo técnico, compuesto por oficiales de análisis y estado físico, entrenadores asistentes y entrenadores técnicos. A Kim se le ofreció un contrato hasta el 2024 y se extendería si la FAM está satisfecha con el desempeño de la selección nacional en el futuro.
El 15 de junio de 2022, logró ayudar a los Tigres de Malasia a clasificarse para la Copa Asiática 2023 después de 42 años desde la última vez que el país se clasificó con méritos para el prestigioso torneo.En julio de 2024, presentó su renuncia al cargo por "razones personales".

### Ulsan HD
El 28 de julio del 2024, fue confirmado como entrenador del Ulsan HD. El 1 de noviembre, llevó al club a su tercer título consecutivo de la K League 1 después de superar las dudas sobre asumir el puesto a mitad de temporada. El 2 de agosto de 2025, abandonó su cargo tras una derrota por 3-2 ante el Suwon FC.

## Clubes

### Como jugador
| Club              | País          | Año       |
| ----------------- | ------------- | --------- |
| Ulsan Hyundai     | Corea del Sur | 1992-1996 |
| Jeonbuk Hyundai   | Corea del Sur | 1997      |
| Instant-Dict      | Hong Kong     | 2000-2002 |
| Hong Kong Rangers | Hong Kong     | 2002-2004 |

### Como entrenador
| Club                          | País          | Año       |
| ----------------------------- | ------------- | --------- |
| Hong Kong Rangers             | Hong Kong     | 2002-2004 |
| South China                   | Hong Kong     | 2008-2010 |
| Selección sub-23 de Hong Kong | Hong Kong     | 2009      |
| Selección de Hong Kong        | Hong Kong     | 2009-2010 |
| Selección sub-23 de Hong Kong | Hong Kong     | 2012-2013 |
| Selección de Hong Kong        | Hong Kong     | 2012-2017 |
| Selección de Malasia          | Malasia       | 2022-2024 |
| Ulsan HD                      | Corea del Sur | 2024-2025 |

## Palmarés

### Como jugador

#### Campeonatos nacionales
| Título                   | Club          | País          | Año     |
| ------------------------ | ------------- | ------------- | ------- |
| Copa de la Liga de Corea | Ulsan Hyundai | Corea del Sur | 1995    |
| K League 1               | Ulsan Hyundai | Corea del Sur | 1996    |
| Copa FA de Hong Kong     | Instant-Dict  | Hong Kong     | 2000-01 |

### Como entrenador

#### Campeonatos nacionales
| Título                            | Club        | País          | Año     |
| --------------------------------- | ----------- | ------------- | ------- |
| Primera División de Hong Kong     | South China | Hong Kong     | 2008-09 |
| Primera División de Hong Kong     | South China | Hong Kong     | 2009-10 |
| Hong Kong Senior Challenge Shield | South China | Hong Kong     | 2009-10 |
| K League 1                        | Ulsan HD    | Corea del Sur | 2024    |